# ۱-نوناکوزانول
۱-نوناکوزانول (به انگلیسی: 1-Nonacosanol) با فرمول شیمیایی C۲۹H۶۰O یک ترکیب شیمیایی با شناسه پاب‌کم ۲۴۳۶۹۶ است. که جرم مولی آن ۴۲۴٫۷۹ گرم بر مول می‌باشد. 